# Бозон III (граф Перигора)

Поколенная роспись графов Перигора по Кристиану Сеттипани

Бозон III (фр. Boson III de Périgord; ок. 990 — 1031/1044) — граф Перигора.
В исторических исследованиях XVIII—XIX веков сведения о нём отсутствуют, и Бозоном III считается Бозон де Гриньоль, умерший в 1166 году.

## Биография
Вероятно, сын Бозона II.
Наследовал брату — Эли II (ум. 1031/1033). Возможно, перед этим был его соправителем.
Жена — Айна (р. ок. 995), дочь Жеро де Монтиньяка и Нони де Гриньоль. Этот брак принёс Бозону III сеньории Монтиньяк и Гриньоль.
Дети:
- Одбер II (ум.1072/1073), граф Перигора,
- Айна (ум. после 1058), жена Эда де Бордо, затем Ги-Жоффруа Аквитанского.